# Институт мозга человека имени Н. П. Бехтеревой РАН
Институт мозга человека им. Н. П. Бехтеревой РАН — ведущее учреждение Российской академии наук по изучению работы мозга и лечению заболеваний нервной системы. В структуру института входят восемь лабораторий и одна научная группа.

## История
Постановлением Совета министров СССР в марте 1990 года на базе отдела нейрофизиологии НИИ экспериментальной медицины АМН СССР и лаборатории позитронно-эмиссионной томографии Института эволюционной физиологии и биохимии им. И. М. Сеченова АН СССР был создан научно-практический центр «Мозг»: Институт мозга человека АН СССР плюс клиника. В Институте был создан первый в России центр позитронно-эмиссионной томографии.

### Директора Института
- С. В. Медведев (1990—2017)
- М. Д. Дидур (c 2017)

В 2009 году институту присвоено имя Н. П. Бехтеревой.
К 30-летию со дня основания Института он был внесён в федеральную адресную инвестиционную программу, а в декабре 2021 года вступит в работу новый корпус с нейрохирургическими операционными.

### Скандалы
В конце 1990-х годов в институте начались практики лечения героиновых и опиумных наркоманов в виде стереотаксических нейрохирургических вмешательств, а именно в виде заморозки части мозга, отвечающей за желание употреблять наркотики. Пациентам за деньги (от 2400 долларов США) предлагали излечиться от зависимости. В прессе вскоре стали появляться публикации, в которых некоторые из пациентов жаловались, что побороть наркозависимость им не удалось, и обвиняли институт в мошенничестве, лжи и проведении опытов над людьми. Ряд пациентов, которые принимали участие в операциях, не только не вылечились от наркозависимости, но и покончили с собой. Институт продолжал проводить операции, отвергая все обвинения. Однако в 2001 году Институту запретили проводить платные операции на мозге после того, как житель Подмосковья, бывший героиновый наркоман, выиграл дело в суде, взыскав с Института 56 тысяч рублей и ещё 167 тысяч рублей с партнёра Института ООО «Медобслуживание» за нанесённый вред здоровью.

## Направления исследований
Основные направления академических исследований:
- физиологические механизмы высших психических функций человека (мышления, речи, внимания, эмоций, творчества);
- нейробиологические основы нормальных и патологических состояний головного мозга человека;
- новые методы и технологии диагностики и лечения заболеваний головного мозга человека.

В прикладном направлении решаются задачи, связанные с медициной, экологией человека, педагогикой и высокими технологиями.